# Mohamed Aziz (libraire)
Pour le footballeur marocain, voir Mohamed Aziz
Mohamed Aziz est un libraire marocain, né en 1948, situé à Rabat et connu pour être le plus vieux libraire de la ville encore en activité ainsi que pour son amour des livres. L’aspect atypique de sa petite librairie et le fait qu’il y soit constamment en train de lire l’a rendu célèbre sur les réseaux sociaux, notamment grâce à des photos le montrant en train de lire sur son lieu de travail.

## Biographie
Mohamed Aziz est né en 1948. Il devient orphelin à l’âge de 6 ans et il travaille alors durement pour gagner sa vie en pêchant. Cette activité lui permet d’aller à l’école et de peut-être obtenir son diplôme de fin de lycée. À 15 ans, il est contraint de quitter ses études face à la difficulté économique car il ne peut pas se payer ses manuels scolaires.
Il décide, en 1963, de se lancer dans la vente de livres et ouvre sa première boutique, sous un arbre et constituée d’un tapis avec ses 9 premiers livres à vendre. Son activité lui permit, 4 ans plus tard, d’ouvrir un petit magasin nommé « Bouquiniste El Azizi » dans l’avenue Mohammed V, d’une surface de 1,50 m sur 1,50 m, en plein cœur de Rabat, à une époque où la lecture n’était pas courante au Maroc, avec environ 80% d’analphabètes. 
Il ne spécialise pas ses ventes et propose des titres allant du tabloïd au manuel de médecine. À la fin de l’année scolaire, il récupère beaucoup de manuels scolaires des élèves des alentours qu’il revend peu cher la rentrée suivante.
Toujours en activité en 2023, il explique commencer ses journées par une promenade auprès d’autres libraires des quartiers de Rabat auprès desquels il se fournit en achetant les meilleurs de leurs livres, et en les soutenant par ses achats. Puis il passe les 12 heures de travail suivantes à lire sur son perron s’arrêtant seulement pour manger, prier, fumer et aider les clients. En moyenne, Aziz réalise une ou deux ventes par jour.
Il est aujourd’hui le plus vieux libraire encore en activité dans la Médina, très souvent photographié et partagé sur les réseaux sociaux, il n’est que rarement crédité.

## Engagements
Indiquant « prendre sa revanche sur son enfance, sa situation et sa pauvreté », il s’implique dans l’alphabétisation et déclare sa colère contre le fait que des enfants doivent travailler au lieu d’étudier à cause de leur pauvreté. Fervent croyant, il prie beaucoup pour l’alphabétisation des jeunes. 
Il a un fort rapport aux livres, affirmant en avoir lu plus de 4000, ce qui lui aurait « fait vivre plus de 4000 vies », et souhaite que tout le monde ait la même chance de vivre cela, ou du moins d’en lire le plus possible. Il considère n’avoir toujours pas amassé assez de livres en 2019 et qu’il n‘a besoin que de quelques oreillers et de livres pour être heureux. Il déclare que sa vie tourne autour de la lecture, qu’il travaillera jusqu’à ce que tout le monde sache lire et que ce qui lui importe le plus pour lui-même est sa capacité à lire et qu’il puisse lire jusqu’à la fin de sa vie.
Autodidacte grâce à ses lectures et ne parlant que la darija marocaine, il a appris l’arabe standard, le français et l’espagnol grâce à ses échanges avec ses clients et les livres qu’il a obtenus de ces derniers. Il apprend encore aujourd’hui de cette manière l’allemand, l’italien et l’amazigh même si son apprentissage de cette dernière langue lui est compliqué à cause du manque de littérature.